# Basilornis
Basilornis  é um gênero de ave da família Sturnidae. Foi estabelecido por Charles Lucien Bonaparte em 1850.

## Espécies
Contém as seguintes espécies:
- Basilornis celebensis GR Gray, 1861
- Basilornis corythaix (Wagler, 1827)
- Basilornis galeatus Meyer, 1894